# مایروویزنا
مایروویزنا (به لاتین: Majerowizna) یک روستا در لهستان است که در گمینا برانگسک واقع شده‌است.